# Фетишизм вагітності

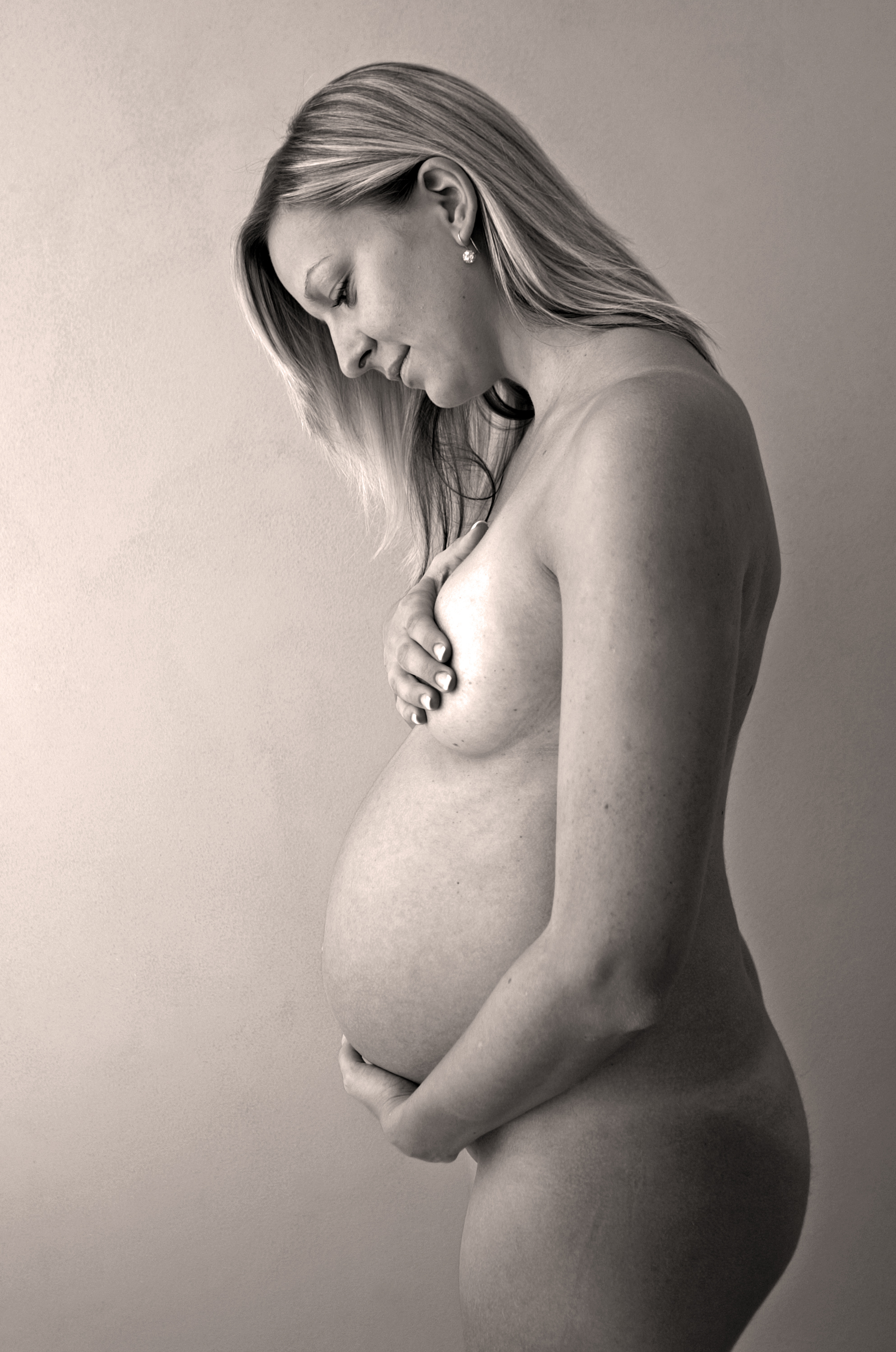
Фотографія вагітної жінки

Фетишизм вагітності або майезіофілія (англ. Pregnancy fetishism, maiesiophilia, maieusophoria) — контекст, коли вагітність сприймається людьми чи культурами як еротичне явище. Може охоплювати сексуальний потяг до жінок, які вагітні або здаються вагітними, потяг до лактації або тяжіння до певних стадій вагітності, таких як запліднення або пологи.

## Характеристика
У майезіофілії немає певних або бажаних елементів, спільних для всіх майезіофілів. Деякі можуть переслідувати фантазії, пов'язані з обставинами, в яких жінка може народити, або з умовами, в яких вагітна може опинитися, наприклад, підходи до рухливості, сну та одягання. Конкретні ділянки та процеси в організмі, які змінюються під час вагітності, також можуть стати центром психологічної прихильності, але оголеність або сексуальна активність не завжди є важливими, і в деяких випадках фактична вагітність не викликає збудження. У цих випадках поява збільшеного живота, спричинена ожирінням або переїданням, або й просто натяк на виступаючий пупок, можуть бути достатніми.

## Культура
Поява акторки Демі Мур оголеною на пізній стадії вагітності на обкладинці журналу Vanity Fair у 1991 році ознаменувала початок періоду, в якому вагітність представлена знаменитостями як гламурний стан життя, одночасно створюючи ринок для фотографів, які роблять знімки вагітних, і для стилістів, які впроваджують «стайлінг для вагітності» у свій бізнес.
Вагітність виявилася дуже популярною темою у світі інтернет-порнографії. У 2017 році на Pornhub різко збільшилися пошуки «порно з вагітними», а з 2014 року пошуки зросли на 20 %.
Фантазії про запліднення характеризуються збудженням чи задоволенням від можливості, наслідків чи ризику запліднення через незахищений вагінальний секс. Фантазії про запліднення часто потурають читанню еротичної літератури та рольовій грі.